# Stance
 (novembre 2023).
Si vous disposez d'ouvrages ou d'articles de référence ou si vous connaissez des sites web de qualité traitant du thème abordé ici, merci de compléter l'article en donnant les références utiles à sa vérifiabilité et en les liant à la section « Notes et références ».
Pour l’article homonyme, voir Stance (Vranje).
Une stance est, en poésie, un ensemble de vers en nombre précis arrangés d’une manière particulière apparaissant tout au long du poème avec un sens parfait. Au théâtre, les stances sont une forme versifiée de monologue, marquées par un rythme particulier.

## Origine et définition
Le terme vient de l’italien stanza, qui signifie demeure, parce qu’il faut qu’il y ait un sens complet et un repos à la fin de chaque stance. Les stances sont, dans les sujets graves et spirituels, ce que le couplet est dans les chansons et la strophe dans les odes.
La poésie emploie indifféremment toutes sortes de stances, régulières et irrégulières. On appelle stance irrégulière des stances de suite, qui ne sont pas assujetties à des règles déterminées. Le mélange des  rimes y est purement arbitraire, pourvu toutefois qu’il n’y ait jamais plus de deux rimes masculines ou féminines de suite.
Les stances sont de quatre, six, huit, dix, douze et quatorze vers. On fait aussi des stances de cinq, de sept, de neuf et de treize vers. Les stances de quatre vers font un quatrain, cinq vers font un quintil, six, un sixain, huit, un huitain, dix, un dizain, et douze, un douzain. Les stances de sept, de neuf, de treize et de quatorze vers n’ont pas de nom particulier. 

Les stances de douze vers se composent comme un dizain auquel on ajoute deux vers, lesquels sont ordinairement de même rime que ceux qui les précèdent. Les stances de quatorze vers sont des stances de dix vers auxquels on ajoute quatre vers, que l’on peut faire rimer avec ceux qui précédent. Ces sortes de stances, encore plus celles de treize et de seize vers, sont très rares. Les stances de sept vers se composent soit d’un quatrain et d’un tercet, soit d’un tercet et d’un quatrain, avec un repos entre les deux. Les stances de neuf vers sont toujours composées d’un quatrain suivi d’un quintil, le repos étant placé après le quatrième vers, comme dans ces vers de Jean-Baptiste Rousseau :

Je ne prends point pour vertu

Les noirs accès de tristesse

D’un loup-garou revêtu

Des habits de la sagesse.

Plus légère que le vent,

Elle fuit d’un faux savant

La sombre mélancolie ;

Et se sauve bien souvent

Dans les bras de la folie[réf. souhaitée].

Une loi essentielle de la stance est de ne pas enjamber d’une stance à l’autre, de sorte qu’on ne rencontre pas, en passant de la première à la deuxième, deux vers masculins ou deux vers féminins consécutifs qui riment ensemble.
Les stances n’ont été introduites dans la poésie française que sous le règne de Henri III en 1580. Lingendes, dont les poésies ont beaucoup de douceur et de facilité, est le premier poète français qui ait fait des stances. Les irrésolutions, les douces rêveries s’accommodent assez à leur cadence inégale. Cependant leur matière peut être enjouée et les vers sont arrangés de telle façon que, dans les sujets galants, chaque stance se termine par un masculin et par un féminin dans les tristes, les rimes masculines sonnant moins languissantes que les féminines.

## LesStancesde Jean Moréas
Le genre a été notoirement cultivé par Jean Moréas dans ses Stances de 1899. Ici, les stances IV-XIII et V-XII parues dans la Plume en 1904 sous forme autographe :